# Портрет Николая Григорьевича Репнина-Волконского
«Портрет Николая Григорьевича Репнина-Волконского» — картина Джорджа Доу и его мастерской, из Военной галереи Зимнего дворца.
Картина представляет собой погрудный портрет генерал-лейтенанта князя Николая Григорьевича Репнина-Волконского из состава Военной галереи Зимнего дворца.
С начала Отечественной войны 1812 года генерал-майор князь Репнин-Волконский командовал резервными эскадронами в 1-й Западной армии, был во многих сражениях и за боевые отличия награждён орденом Св. Георгия 3-го класса и золотой шпагой с алмазными украшениями и надписью «За храбрость». Во время Заграничного похода 1813 года сражался в Пруссии, захватил Берлин и далее был военным губернатором Саксонии, за управление которой был произведён в генерал-лейтенанты.
Изображён в генеральском мундире, введённом для кавалерийских генералов 6 апреля 1814 года, на эполетах вензель императора Александра I. Слева на груди генерал-адъютантский аксельбант; на шее крест ордена Св. Георгия 3-го класса; справа на груди серебряная медаль «В память Отечественной войны 1812 года» на Андреевской ленте, кавалерский крест французского ордена Св. Людовика (Е. П. Ренне ошибочно идентифицирует его как командорский крест) и звёзды орденов Св. Владимира 1-й степени и прусского Чёрного орла. В левом нижнем углу подпись художника: painted from nature by Geo Dawe RA. С тыльной стороны картины надпись: Переложена съ стараго холста на новый А. Митрохинымъ 1831 года. Подпись на раме: Князь Н. Г. Рѣпнинъ-Волконскiй, Ген. Лейтенантъ. Слева на груди должна находиться звезда ордена Св. Анны 1-й степени с алмазами, которую Репнин-Волконский получил 22 декабря 1813 года — её не видно из-за ракурса фигуры или она скрыта аксельбантом.

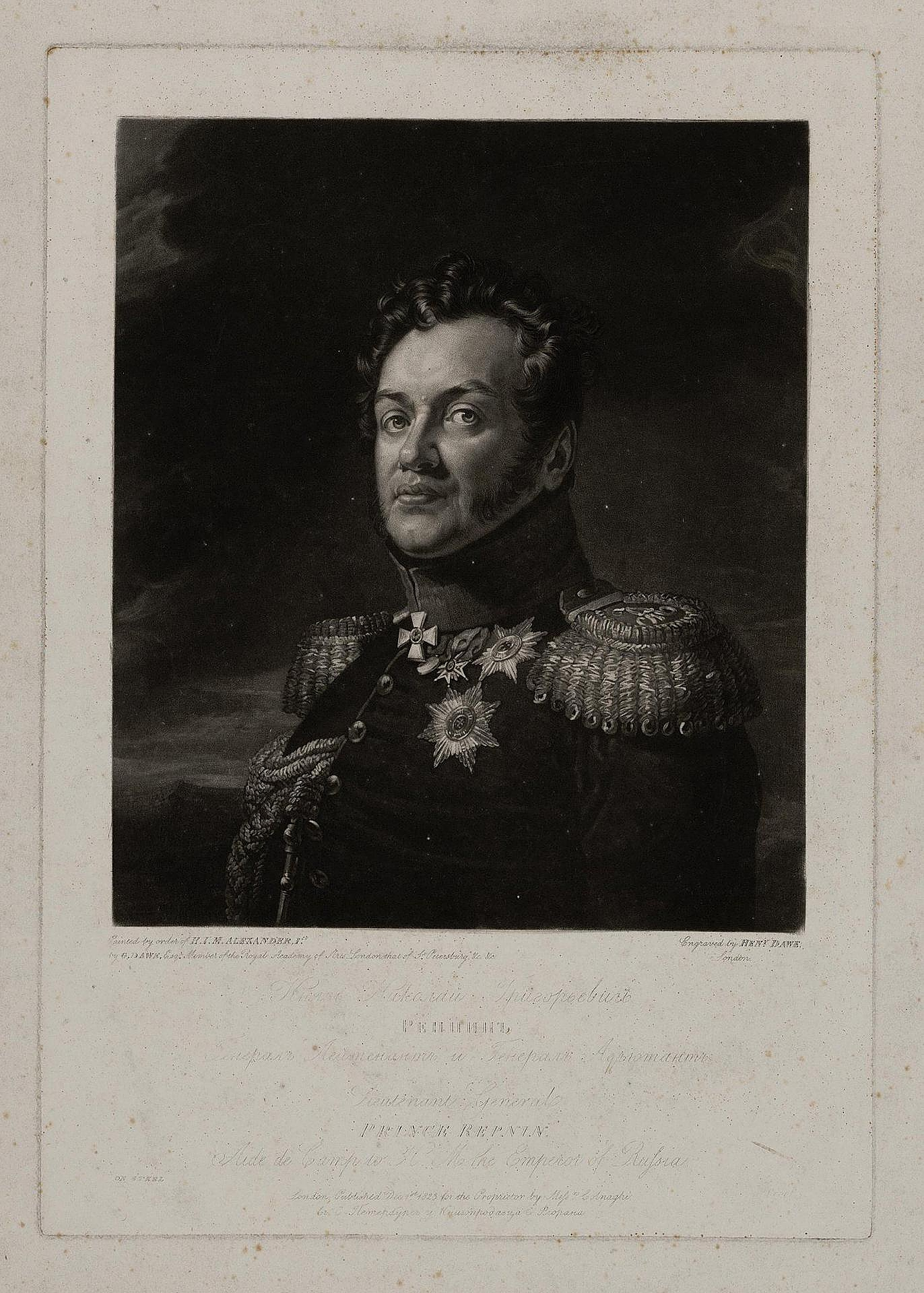
Гравюра Г. Доу

7 августа 1820 года Комитетом Главного штаба по аттестации князь Репнин-Волконский был включён в список «генералов, служба которых не принадлежит до рассмотрения Комитета» и 11 января 1822 года император Александр I приказал написать его портрет. Репнин-Волконский в это время был Малороссийским генерал-губернатором, однако в момент императорского повеления о написании портрета находился по делам службы в Санкт-Петербурге, вследствие чего из Инспекторского департамента Военного министерства было выдано предписание: «Государь Император соизволил, чтоб портрет его был списан живописцем Довом, посему не угодно ли иметь свидание с сим художником». Встреча Репнина-Волконского и Доу тогда же и состоялась, сам портрет был окончен в том же году. Гонорар Доу был выплачен 24 февраля и 1 июля 1822 года. Готовый портрет был принят в Эрмитаж 7 сентября 1825 года.
В 1823 году в Лондоне фирмой Messrs Colnaghi по заказу петербургского книготорговца С. Флорана была напечатана датированная 1 декабря 1823 года гравюра Г. Э. Доу, снятая с галерейного портрета; один из сохранившихся отпечатков гравюры также имеется в собрании Эрмитажа (бумага, меццо-тинто, 49 × 37,5 см, инвентарный № ЭРГ-488).